# Litotripsia
Litotripsia, ou litotrícia (do grego transliterado 'lithos' = pedra + 'trîpsis' = esmagamento ou trituração) é o procedimento e técnica médica cirúrgica utilizada para o tratamento de cálculos, que visa, como o nome já declara, reduzir o tamanho dos cálculos por meio de esmagamento ou trituração, mediante princípio físico próprio, de modo a permitir que eventualmente sejam expelidos pelas vias adequadas. Pode aplicar-se a cálculos biliares, renais (e das vias urinárias), como também vesiculares.
Esse procedimento e, assim, a correspondente técnica, pode ser extracorpóreo (logo, não-invasivo) - no qual se utiliza de um maquinário baseado em espelhos elípticos e ondas - e também pode ser intracorpóreo (portanto, invasivo). Ambos consideram-se cirurgia, em sentido geral.

## Litotripsia extracorpórea
Litotripsia Extracorpórea usualmente vale-se de ondas sonoras de amplitude e de frequência controlados num dado espectro, geradas a partir de uma fonte externa de energia e dirigidas por meio de um colimador sônico, de modo a que, na região adequada, possam ser concentradas no foco que abriga os cálculos, e, assim, por vibração, conseguir seu esmagamento ou trituração. Conhece-se por litotripsia por ondas de choque extracorpórea, ou litotripsia extracorpórea (LECO). O aparelho ou equipamento utilizado para esse procedimento pode chamar-se litotriptor.
Existem três principais sistemas de geração de ondas de choque: o eletroidráulico, o eletromagnético e o piezoelétrico. Entretanto, o efeito físico sobre o cálculo é o mesmo independentemente do sistema. Os cálculos podem ser localizados com a fluoroscopia, com a ultrassonografia ou com ambas.
A Litotripsia Extracorpórea por ondas de choque considera-se o tratamento mais utilizado por urologistas brasileiros para o tratamento de quadros de litíase (pedra nos rins, cálculo renal, cálculos urinários).
A Litotripsia teve seu início no princípio dos anos 80 e desenvolveu-se tecnicamente, tornando-se um dos métodos mais conhecidos em todo o mundo.
Um estudo de revisão sistemática da literatura evidenciou que não existe evidencia forte que suporte a hipótese de que a litotripsia extracorpórea causa efeitos adversos a longo prazo.  Nesta revisão sistemática foi evidenciado que a maioria dos estudos mostra que não se evidencia a longo prazo, após realização de procedimento de litotripsia extracorpórea, aumento de incidência de hipertensão arterial (24 de 30 estudos), diabetes mellitus (4 de 6 estudos), disfunção renal (14 de 14 estudos) ou infertilidade (2 de 2 estudos) (Urology. 2015 May;85(5):991-1006. doi: 10.1016/j.urology.2014.12.014). 
Os excelentes resultados iniciais apresentados por Chaussy em 1980 utilizando a litotripsia, representaram o início de uma revolução no tratamento da litíase (pedra nos rins, cálculo renal, cálculos urinários), com séries subsequentes confirmando a eficácia deste método. A litotripsia (LECO, LEOC) ganhou aceitação mundial e foi durante anos considerada a primeira opção de tratamento para a maioria dos cálculos renais e ureterais, de acordo com as recomendações da American Urological Association e da European Association of Urology.
As ondas de choque na litotripsia extracorpórea (LECO, LEOC) são ondas mecânicas de alta energia geradas e emitidas por uma fonte a distância do foco de atuação, que se propagam em meio líquido e penetram no corpo do paciente em direção ao cálculo.

### LECO Eletroidráulica
O princípio de geração de ondas de choque por método eletroidráulico é baseado na descarga elétrica de alta tensão em um eletrodo dentro da água. A faísca gerada provoca a vaporização da água ao redor do eletrodo, criando um gradiente de pressão que se converte em uma onda de choque.

### LECO Eletromagnética
No litotritor eletromagnético, a onda de choque é gerada pelo movimento de uma placa metálica imersa em água dentro de um tubo. Este movimento é realizado através de um campo magnético criado por uma bobina, o qual atrai ou repele a placa metálica. Com este movimento, é gerada uma onda de choque plana que é focada por meio de uma lente acústica para o ponto onde o cálculo deverá ser posicionado.

### LECO Piezoelétrica
O litotritor piezoelétrico consiste em uma semiesfera onde estão inseridos vários cristais piezoelétricos focados para um ponto. Quando uma corrente elétrica excita os cristais, estes vibram, produzindo pequenas ondas de choques que convergem para a região focal.

### Mecanismo de ação
Seu mecanismo de ação baseia-se na geração de ondas eletroidráulicas que penetram através dos tecidos e atingem o cálculo, fragmentando-o. Esse tratamento utiliza-se de uma propriedade dos estudos matemáticos que é a "elipsidade" de um espelho que compõe a máquina que direciona as ondas que poderiam se dispersar para o foco (as pedras), assim otimiza, quase 100%, o método. O sucesso do tratamento consiste na fragmentação do cálculo e eliminação destes pela urina em um  período máximo de 3 meses.

### Eficácia
O sucesso do procedimento depende de fatores como o tamanho, localização e natureza do cálculo.
A eficácia da LECO para cálculo renal é de 80%, cálculo de ureter superior, 85%, cálculo de ureter médio, 60% e cálculo de ureter inferior, 70%.
O sucesso da sialotripsia (litotripsia em glândulas salivares) em glândulas parótidas é entre 40% a 59%, já em glândulas submandibulares os valores variam entre 56% a 81%
Alguns pacientes podem necessitar de duas ou mais sessões de LECO.

### Contra-indicações
A gravidez é a principal contra-indicação formal da LECO. Vale ressaltar que não se evidencia a longo prazo, após realização de procedimento de litotripsia extracorpórea, aumento de incidência de hipertensão arterial (24 de 30 estudos), diabetes mellitus (4 de 6 estudos), disfunção renal (14 de 14 estudos) ou infertilidade (2 de 2 estudos) (Urology. 2015 May;85(5):991-1006. doi: 10.1016/j.urology.2014.12.014).

## Litotripsia intracorpórea
Litotripsia intracorpórea (LICO) é procedimento médico cirúrgico invasivo, pelo fato de necessitar adentrar com meios materiais no organismo a ser tratado. Os equipamentos utilizados nesse caso são introduzidos no paciente por via endoscópica, vale dizer, são utilizados instrumentos com vários canais que permitem a visualização, introdução de equipamentos e manipulação dos mesmos por meio de pequenos orifícios, o que possibilita melhores condições de recuperação ao paciente por serem procedimentos menos invasivos. Atualmente, os tipos de litotripsia intracorpórea mais utilizados são: ultrassônico, pneumático-balístico e a Laser.

### LICO ultrassônica
Esse método baseia-se em um sistema de ondas acústicas ou sonoras, produzidas pela expansão e contração alternadas e ritmadas de um cristal piezoelétrico excitado com corrente alternada de adequada frequência, ondas as quais são transmitidas por contato da sonda para o cálculo. O litotritor ultrassônico consiste em uma sonda de aço oca cuja extremidade possui um cristal piezo-cerâmico conectado a um gerador externo.

### LICO pneumático-balística
Nesse método, a fragmentação do cálculo é obtida por meio de impacto mecânico tal como o litotritor ultrassônico. Um projétil (bala) em uma sonda (haste) metálica que transmite ao cálculo a energia produz sua fragmentação. O projétil é impulsionado por ar comprimido, vindo do uso de uma bala e do ar comprimido, daí o nome pneumático-balístico. Neste litotritor, não ocorre a geração de calor na sonda e a força da fragmentação é a maior dentre os litotritores em uso atualmente.

### LICO a Laser
Na litotripsia a laser, uma onda laser de comprimento de onda de 2100µm é enviada ao foco (cálculo) e fragmenta-o tanto por ação térmica como por ondas de choque decorrentes. A fragmentação de cálculos pelo laser ocorre de modo semelhante a uma "perfuração por broca". Através da absorção pela água, imediatamente após a sua emissão, o feixe de laser vaporiza, produzindo uma pequena bolha de cavitação. Esse mesmo vapor e a longa duração do pulso desse laser formam um canal de vapor que serve de meio de condução ao laser até sua chegada à superfície do cálculo. A energia conduzida e o vapor gerado ao redor do feixe em contato com o cálculo fazem desintegrar as ligações entre os cristais, além de criar, pela evaporação do líquido que é infundido pela fibra ótica introduzida, um túnel de microbolhas que gera uma onda de choque de impacto sobre o cálculo, reduzindo-o a pequenos fragmentos ou poeira.
A energia elétrica estimula o cristal que vibra na frequência de ressonância. A corrente alternada causa rápida expansão e contração, produzindo vibrações mecânicas de alta frequência que são propagadas através da sonda, permitindo a fragmentação do cálculo.
Este método é mais comumente aplicado em cirurgias percutâneas e há uma tendência para ser usado em cirurgias endoscópicas em conjunto com o pneumático. No caso de cirurgias endoscópicas, os métodos ultrassônico e balístico mostram-se limitados quanto ao alcance dos cálculos até o ureter superior. Para se alcançar os rins, neste caso, usa-se o laser, que possui a fibra ótica flexível em conjunto com o ureterorenoscópio flexível. A desvantagem é que o equipamento e seus consumíveis são muito caros, tornando a cirurgia a laser, consequentemente, muito cara em relação às outras.
1. ↑  «Cópia arquivada». Consultado em 13 de novembro de 2013. Arquivado do original em 13 de novembro de 2013
2. ↑  «Cópia arquivada». Consultado em 13 de novembro de 2013. Arquivado do original em 13 de novembro de 2013
3. ↑  TOMMASI, A. F. Diagnóstico em Patologia Bucal. Grupo GEN, 4° edição. São Paulo: 2014. pg. 291